# Paul Baran

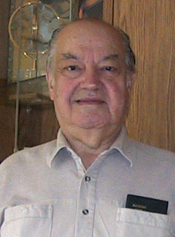
Paul Baran

Paul Baran (Hrodna, 29 april 1926 - Palo Alto, 26 maart 2011) was een van de projectontwikkelaars van de pakketgeschakelde netwerken, samen met Donald Davies en Leonard Kleinrock.
Baran werd in de Tweede Poolse Republiek geboren, maar zijn familie verhuisde in 1928 naar Boston. Baran was student op de Drexel Universiteit, behaalde zijn doctoraal diploma Techniek in 1959 op de Universiteit Californië, Los Angeles (UCLA) en kreeg in hetzelfde jaar een baan bij de RAND Corporation.
De ontwikkeling van een communicatie netwerk dat een nucleaire aanval moest weerstaan was belangrijk om de strategie van de Verenigde Staten te verdedigen. Baran ontwikkelde zijn ideeën voor de pakketgeschakelde netwerken als een oplossing.
Soortgelijke ideeën werden ook al onafhankelijk beoefend door Donald Davies van het Nationaal Natuurkundig Laboratorium (National Physical Laboratory) in het Verenigd Koninkrijk en door Leonard Kleinrock van het Technologisch Instituut te Massachusetts.
Ook trof Baran voorzieningen van vier andere belangrijke netwerk technologieën.
Hij was betrokken bij het ontstaan van de vormgevende technologie, verder ontwikkeld door StrataCom, bij zijn voorloper Packet Technologieën. Deze technologie leidde naar de eerste commerciële ATM (Asynchronische Overdrachtsmethode) producten. Ook was hij betrokken bij de afzonderlijke multitoon modem technologie door Telebit, welke een van de voorlopers van Orthogonal frequency division modulation was, dat in DSL modems gebruikt wordt. Paul was ook de grondlegger van Metricom, het eerste draadloze internetbedrijf dat het eerste draadloze netwerksysteem en Com21 opstelde, een vroeger kabelmodembedrijf. In alle gevallen bereidde hij de eerdere ideeën voor en wekte het vertrouwen aan sterke ontwikkelingsgroepen die deze ideeën van Barans originele werk ver achterlieten. 
Paul Baran strekte zijn pakketschakelingswerk uit tot de draadloze spectrum-theorie, een ontwikkeling die hij zelf de "kleuterschoolregels" noemt voor het gebruik van een draadloos spectrum.
Naast zijn vernieuwing in netwerkproducten, staat ook de uitvinding van de metaaldetector die op luchthavens gebruikt wordt op zijn naam.
In 2012 werd Baran door de Internet Society geëerd voor zijn werk als Internet pionier door opgenomen te worden in de Internet Hall of Fame.